# Nikolai Berdiaev
Nikolai Alexandrovici Berdiaev (în rusă Николай Александрович Бердяев; n. 6/18 martie 1874, Obuhiv, Regiunea Kiev, Ucraina – d. 24 martie 1948, Clamart, Seine, Franța) a fost un filosof rus care s-a ocupat, între altele, de filosofia religiei. Este un reprezentant al existențialismului.

## Date biografice
S-a născut la Kiev într-o familie din aristocrația militară. La 14 ani citește Critica rațiunii pure a lui Kant și Fenomenologia spiritului a lui Hegel. Urmează școala de cadeți din Kiev și apoi Universitatea, unde se împrietenește cu Leon Șestov. Începând din 1894 se apropie de marxism. În 1901 este deportat la Vologda, în nord, împreună cu mai mulți studenți social-democrați, dar perioada marxistă a lui Berdiaev se apropie de sfârșit. În lucrarea sa Cunoașterea de sine. Încercare de autobiografie filozofică spune: „Știu bine ce e marxismul, pentru că nu-l știu din afară, ci dinăuntru, și îmi provoacă chinuri.”

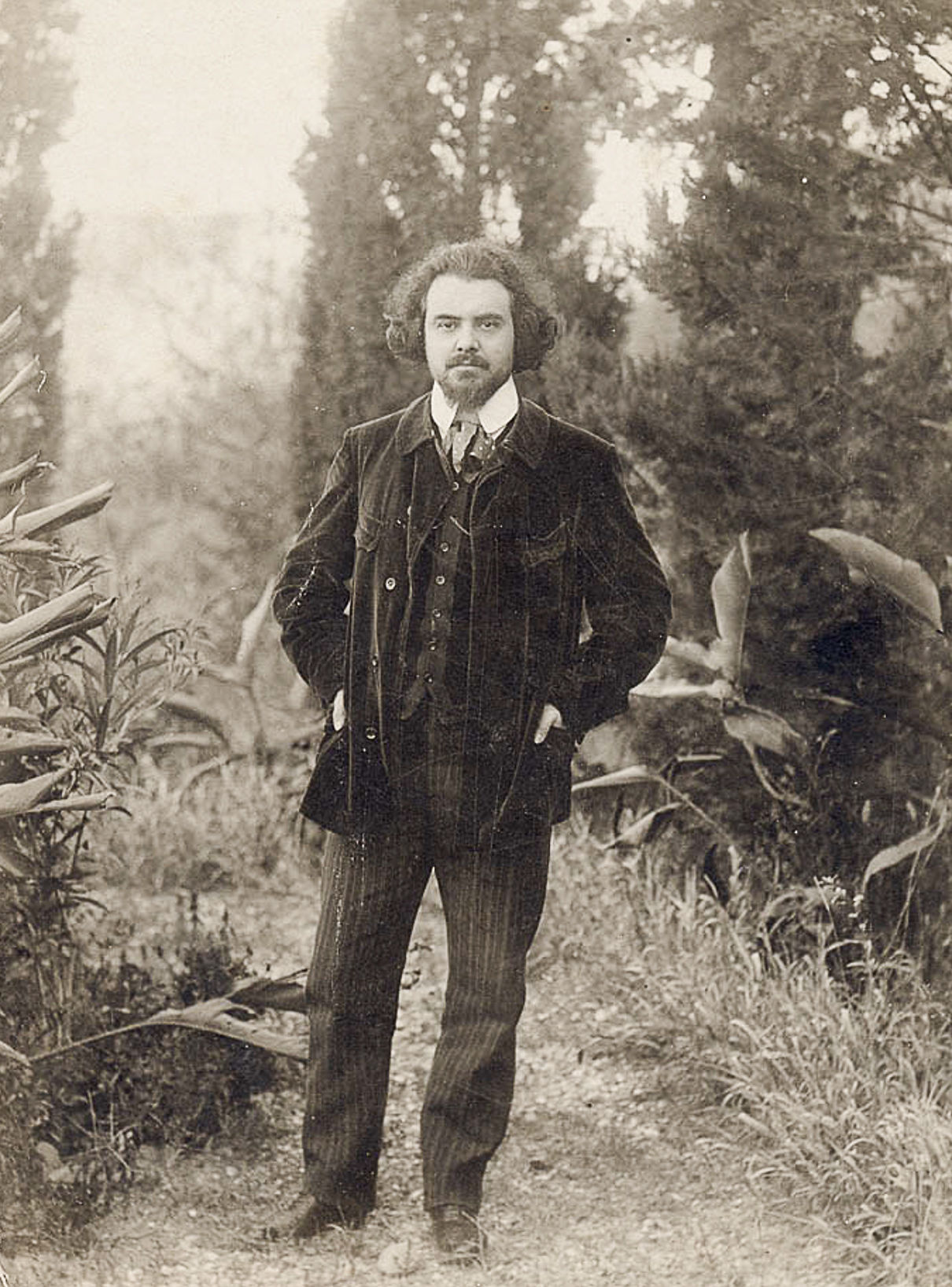
Berdiaev în 1912

Devine preocupat de filosofia religiei. În 1907 se mută la Moscova, unde înființează o „Societate filozofico-religioasă”, citește opera lui Vladimir Soloviov și călătorește. În 1916 fondează revista Puti (Calea). Devine profesor de filosofie și istorie la Universitatea din Moscova, dar la scurt timp este arestat și anchetat de serviciile de securitate sovietice. În septembrie 1922 Berdiaev este exilat de regimul bolșevic, din motive ideologice, împreună cu încă 25 de intelectuali. Se stabilește pentru doi ani la Berlin, unde întemeiază o „Academie Rusă de Filosofie Religioasă”. În 1924 se mută la Clamart, lângă Paris, ține conferințe în mai multe țări, publică lucrări. Universitatea din Cambridge îi conferă titlul de „Doctor în teologie honoris causa”.

## Lucrări principale
- Sensul creației. Încercare de îndreptățire a omului, Tübingen, 1927
- Un nou Ev Mediu, Paris, 1927
- Marxismul și religia, Paris, 1931
- Creștinismul și lupta de clasă, Paris, 1932
- Spirit și libertate. Încercare de filosofie creștină, Tübingen, 1930
- Omul și mașina, Paris, 1934
- Creștinism și realitate socială, Paris, 1934
- Eul și lumea obiectelor. O încercare de filosofie a singurătății și comuniunii, Paris, 1934
- Despre menirea omului. Încercare de etică paradoxală, Paris, 1935
- Cinci medfitații asupra existenței, Paris, 1936
- Originea și sensul comunismului rus, Luzern, 1937
- Despre sclavia și libertatea omului. Încercare de filosofie personalistă, Paris, 1946
- Spiritul lui Dostoievski, Paris, 1946
- O încercare de metafizică eshatologică. Creație și obiectivare, Paris, 1946
- Dialectica existențială a divinului și omenescului, Paris, 1947
- Sensul istoriei, Paris, 1948
- Despre spiritul burghez, Paris, 1949-1950
- Adevăr și revelație, Paris, 1954
- Filosofia inegalității, Lausanne, 1980

## Legături externe
- en  www.berdyaev.com Arhivat în 21 septembrie 2020, la Wayback Machine.